# Veerdienst Gouderak-Moordrecht
De Veerdienst Gouderak-Moordrecht is een veerverbinding over de Hollandse IJssel tussen de plaatsen Gouderak en Moordrecht. De dienst vervoert voetgangers, fietsers en personenauto's. Een overtocht met de auto kost € 2,60 (stand 2024). De gemeente Krimpenerwaard heeft het veerrecht, dat doorloopt tot 2019.

## Veerponten
De veerdienst wordt uitgevoerd door twee veerponten: de Vegomo 5 en de Vegomo 6. Vegomo is een afkorting van Veer Gouderak Moordrecht. Deze boten zijn kopladers: ze hebben maar een laadklep en het stuurhuis bevindt zich achter het wegdek. De boot moet dus tijdens de overtocht omgekeerd worden en auto's moeten voorwaarts op de boot rijden en achterwaarts eraf - of andersom. De capaciteit is twee personenauto's. Tot 20 augustus 2011 werden in de spits twee veerponten ingezet, buiten de spits onderhield één veerpont de dienst. Daarna was er een nieuwe veerpont, de Veerkracht, met een capaciteit van  drie personenauto's, en twee laadkleppen. In 2010 betaalde de provincie Zuid-Holland de helft van de aanschafkosten van deze nieuwe pont, 273.000 euro.
Door de komst van de nieuwe Gouderakse brug over de Hollandsche IJssel bij Gouda, in de N207, was die nieuwe pont niet meer rendabel, hoewel de omweg via de brug ruim 5 kilometer is. In 2013 is deze pont weer verkocht voor de veerdienst Aalst-Veen, waar ze per 18 juli 2013 werd ingezet. De veerdienst werd hervat met de Vegomo 5 en Vegomo 6. 
Nadat bekend werd dat de exploitant desondanks nog steeds verlies leed en met de veerdienst wilde stoppen, werd op initiatief van de bewoners van Moordrecht en Gouderak een petitie voor behoud van het veer gestart. Per 1 juni 2016 heeft Veerdienst Schoonhoven BV de exploitatie van de veerverbinding voorlopig tot 1 juni 2017 overgenomen. Vanwege de maatschappelijke relevantie dragen zowel de Gemeente Zuidplas als de Gemeente Krimpenerwaard bij aan de exploitatie van het veer.

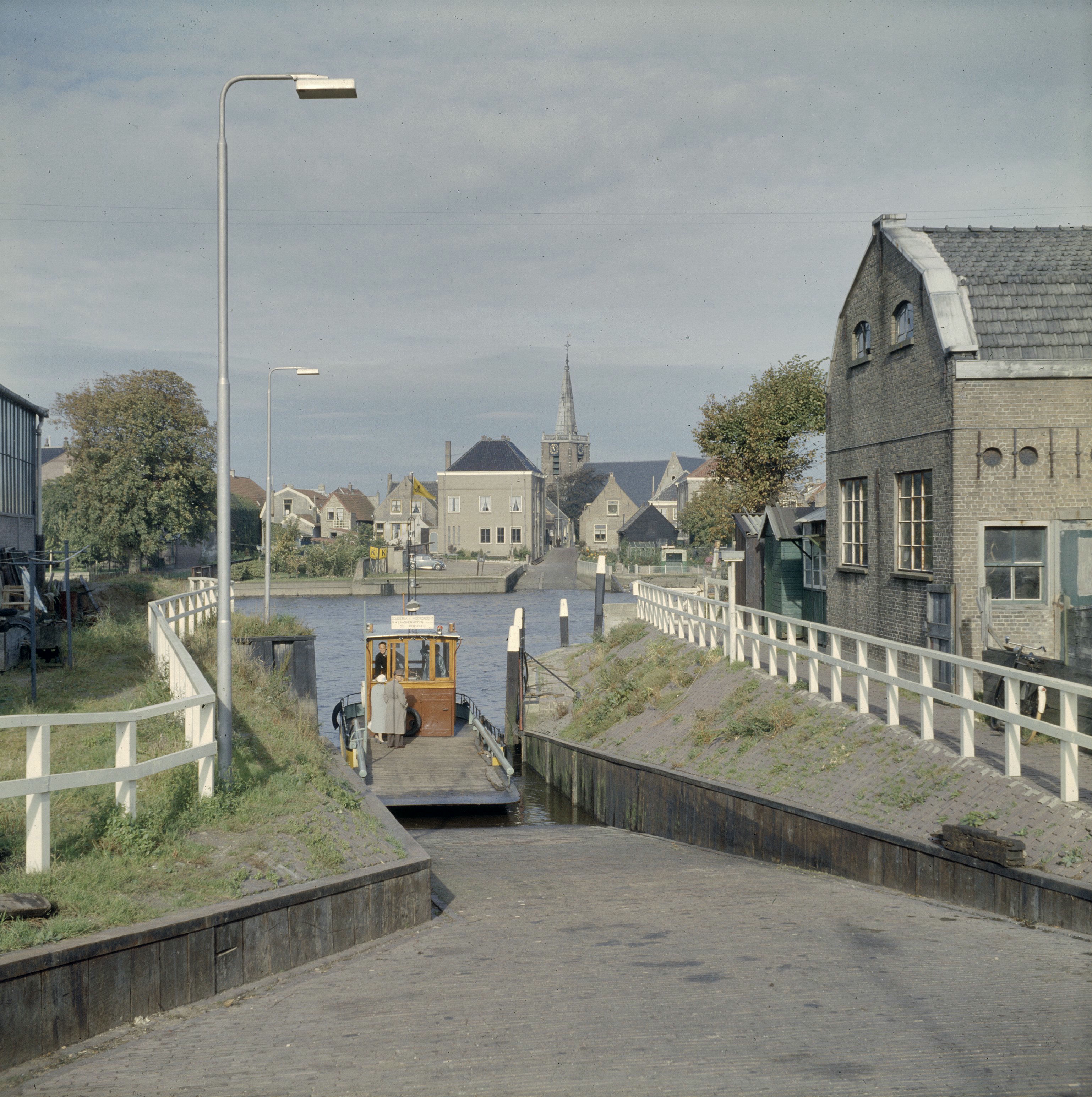
Pont in 1958, zicht op Moordrecht aan de overkant
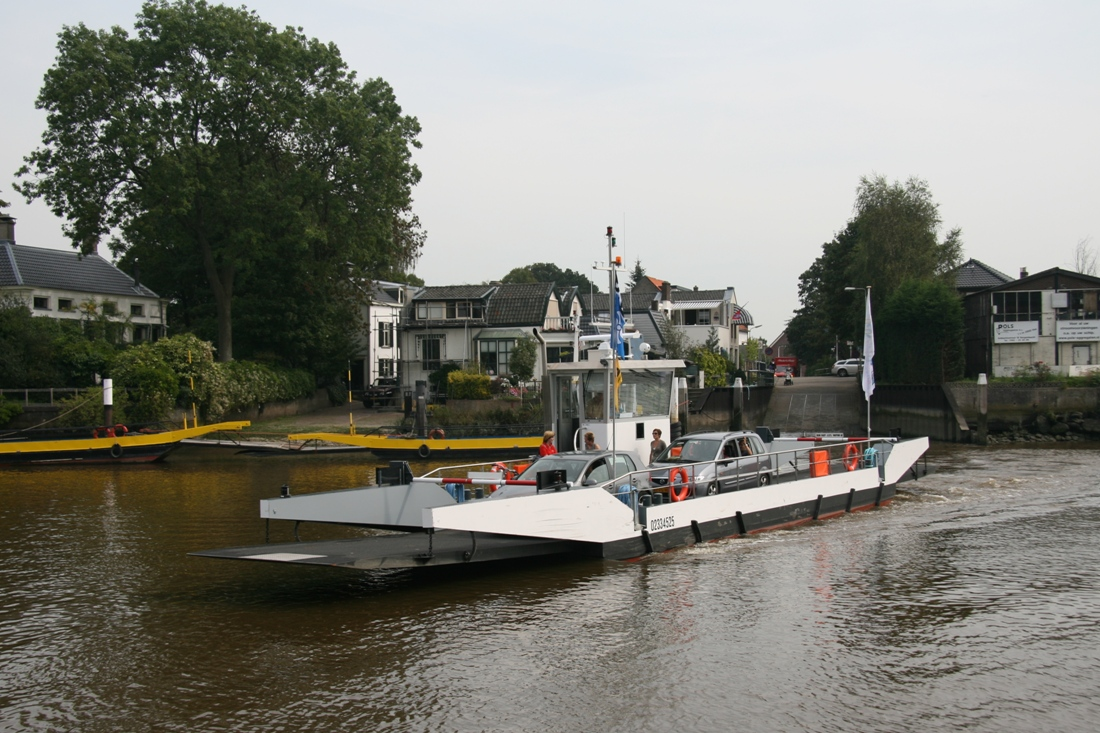
De pont 'Veerkracht', met Gouderak op de achtergrond
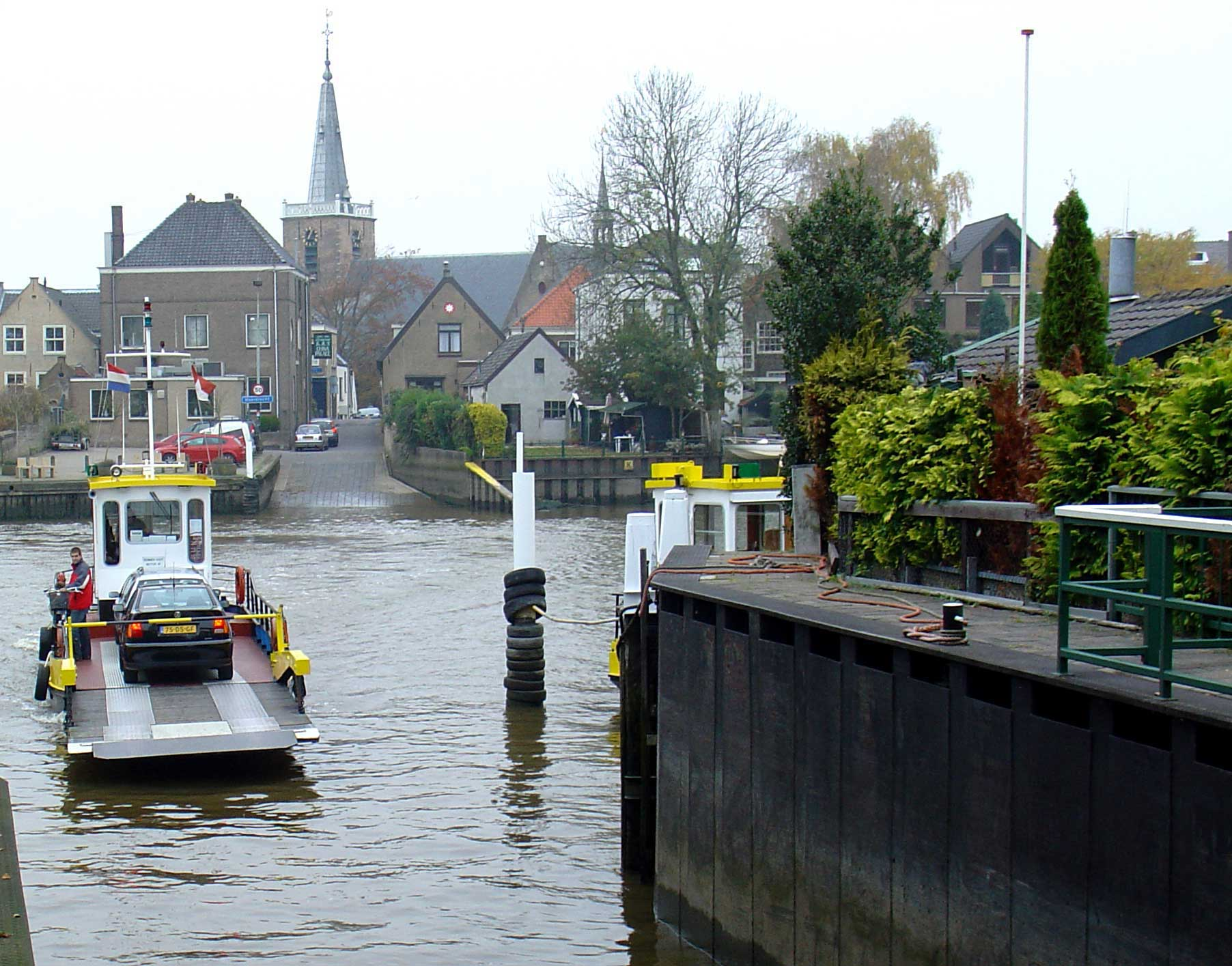
Pont in Gouderak, Moordrecht op de achtergrond
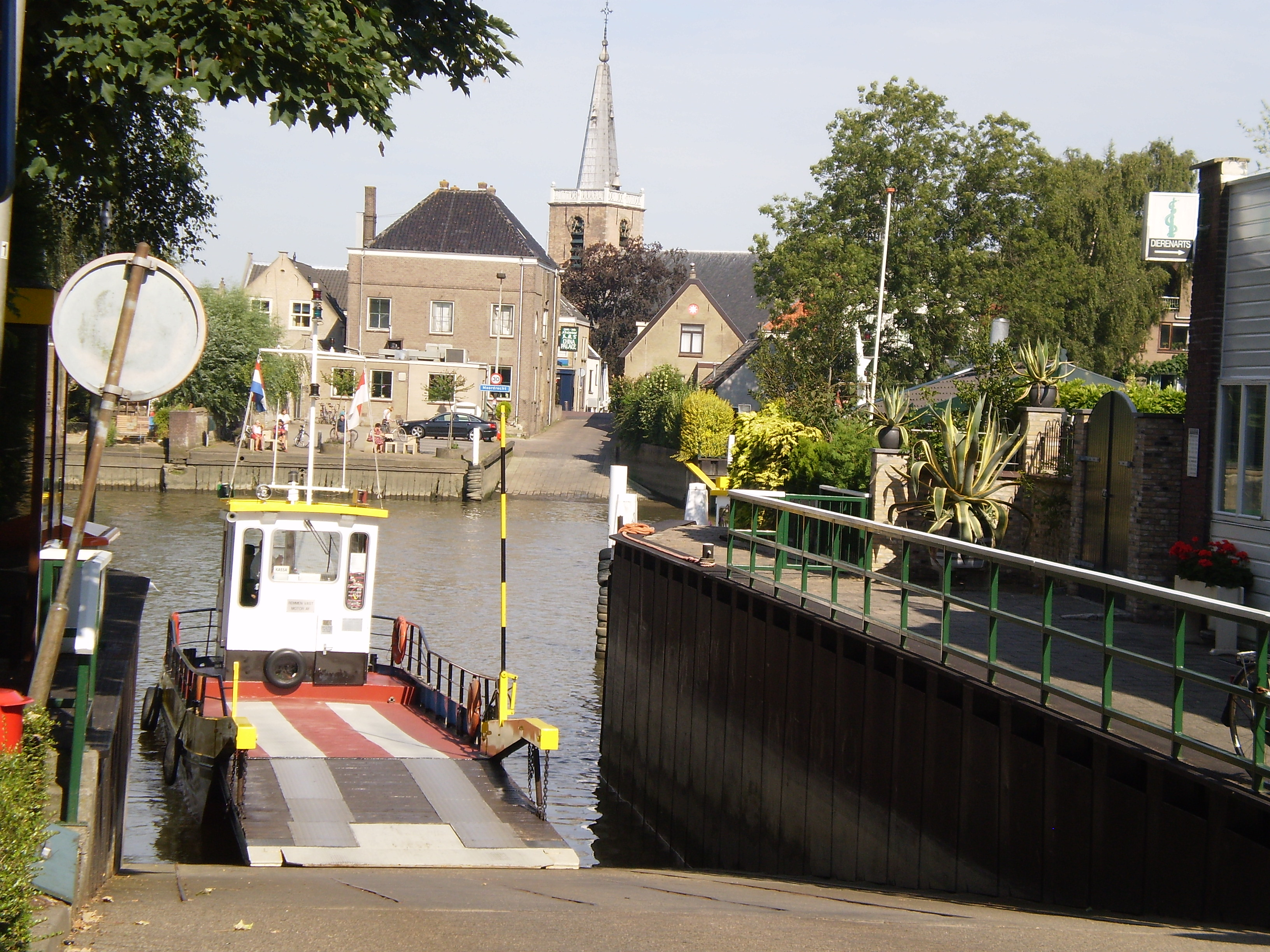
Pont in Gouderak, Moordrecht op de achtergrond
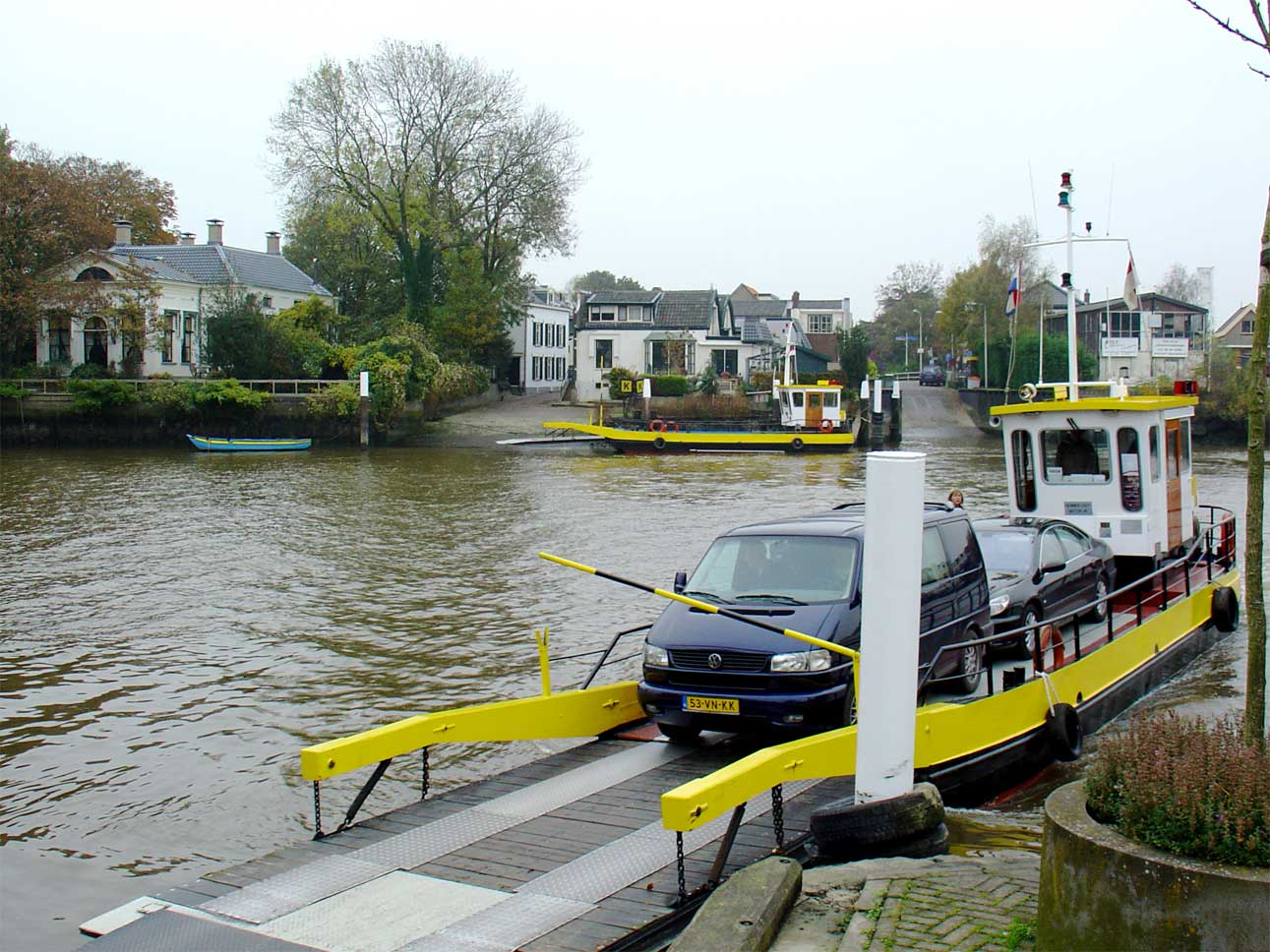
Veerponten gezien vanuit Moordrecht
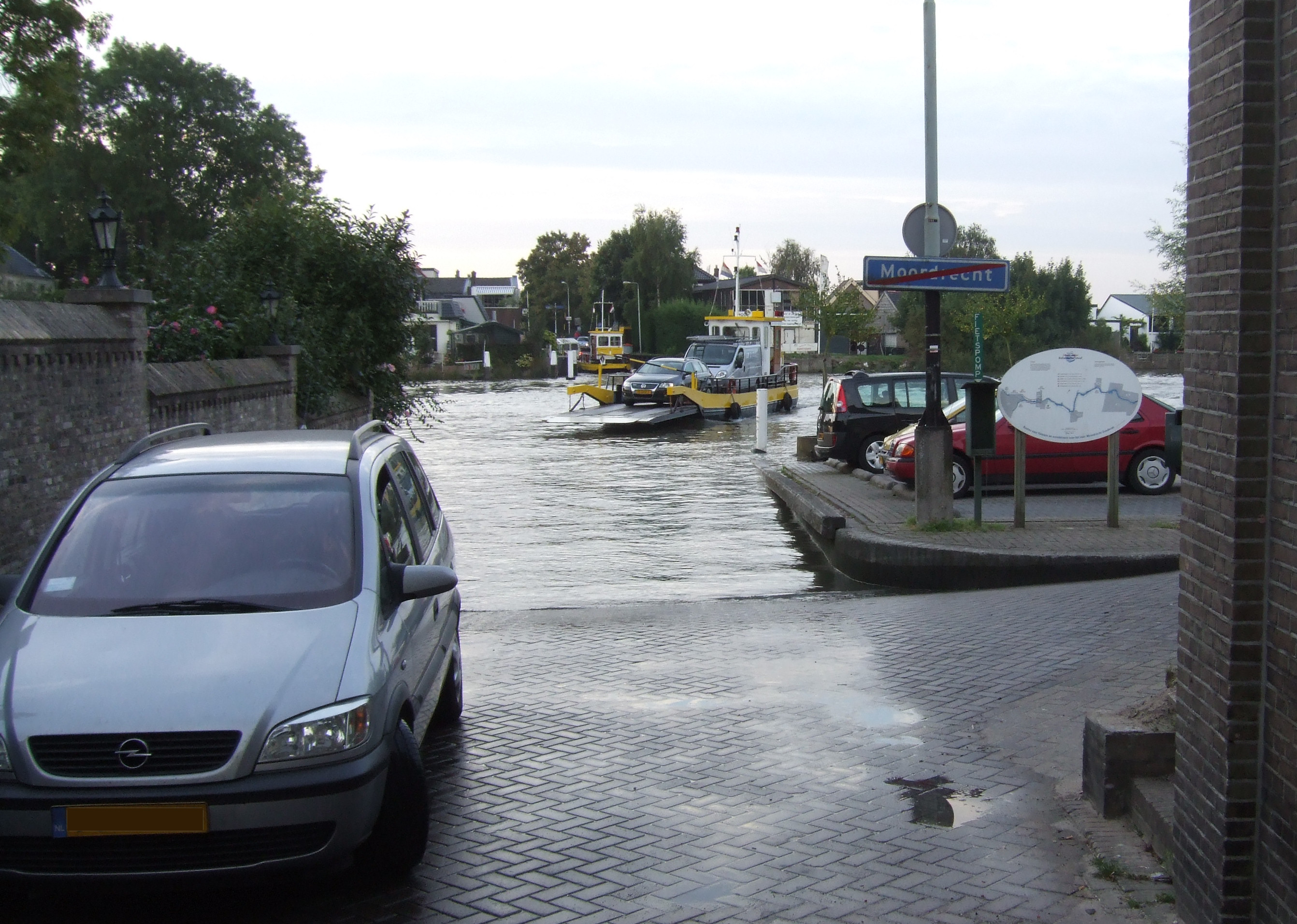
Gezicht vanaf Moordrecht
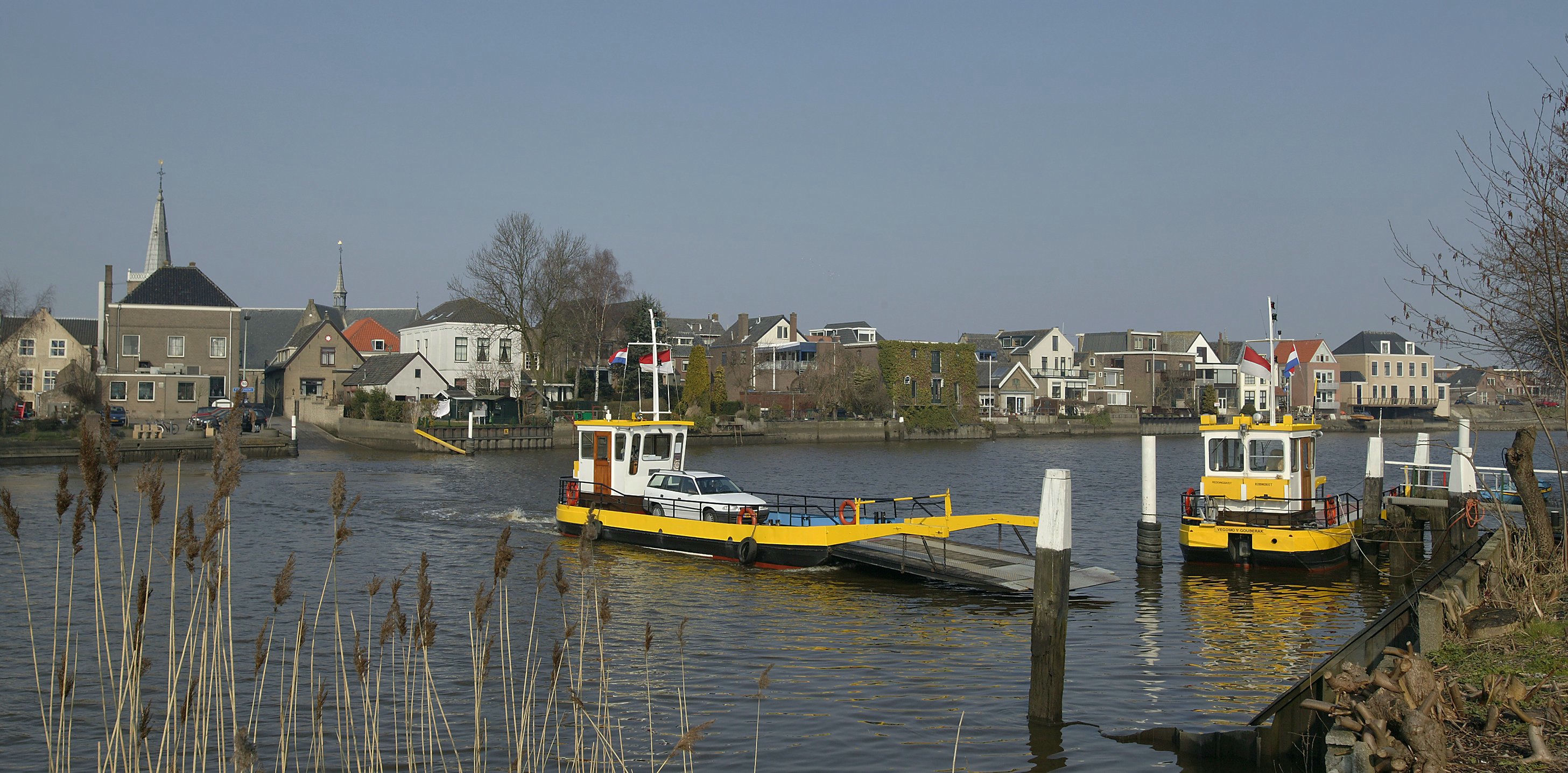
Pont aan de Hollandse IJssel van Gouderak naar Moordrecht